# Carlos Linaris
Carlos Linaris (nacido en 1951) es un exfutbolista profesional y entrenador uruguayo que jugó como mediocampista.

## Trayectoria
A los 17 años comenzó su carrera jugando en el Rampla Juniors de la primera división de Uruguay. En el club de Montevideo jugó durante cuatro años. En 1971 se mudó a Grecia para jugar en Panathinaikos. En 1973 volvió al Rampla Juniors y fue seleccionado de la Universidad de Uruguay jugando partidos en París. Andrés Prieto recomendó a Linaris para jugar en el Club de Deportes Green Cross de Chile, donde jugó durante dos años entre 1975 y 1976.
Al año siguiente jugó en Lota Schwager, solicitado por Vicente Cantatore y debutó el 6 de febrero por la Copa Chile ante Huachipato. El 6° puesto en primera división fue la mejor racha en la historia del equipo y Linaris fue uno de los mejores jugadores del conjunto carbonero. Al año siguiente participó en casi todos los partidos de Lota Schwager y también le anotó tres goles al Rangers de Talca.
Linaris fue director técnico en Costa Rica donde dirigió al Deportivo Saprissa, Santos de Guápiles, Herediano, Cartaginés y Ramonense. Con el Saprissa disputó la final de la Copa Interamericana ante Universidad Católica, y obtuvo dos campeonatos nacionales en las temporadas 1993-94 y 1994-95.

## Clubes

### Como jugador
| Club                | País      | Año       |
| ------------------- | --------- | --------- |
| Rampla Juniors      | Uruguay   | 1968-1971 |
| Panathinaikos F. C. | Grecia    | 1971-1973 |
| Rampla Juniors      | Uruguay   | 1973      |
| Green Cross-Temuco  | Chile     | 1974-1976 |
| Lota Schwager       | Chile     | 1977-1978 |
| Huachipato          | Chile     | 1979      |
| River Plate         | Uruguay   | 1980      |
| San Lorenzo         | Argentina | 1981      |

### Como entrenador
| Club               | País       | Año       |
| ------------------ | ---------- | --------- |
| Rampla Juniors     | Uruguay    | 1992-1993 |
| Saprissa           | Costa Rica | 1993-1995 |
| River Plate        | Uruguay    | 1999      |
| Universidad SC     | Guatemala  | 1999-2000 |
| Herediano          | Costa Rica | 2000      |
| Comunicaciones     | Guatemala  | 2001      |
| Santos de Guápiles | Costa Rica | 2003      |
| A. D. Ramonense    | Costa Rica | 2009      |
| Cartaginés         | Costa Rica | 2011      |

## Palmarés

### Como entrenador

#### Títulos nacionales
| Título           | Club     | País       | Año  |
| ---------------- | -------- | ---------- | ---- |
| Primera División | Saprissa | Costa Rica | 1994 |
| Primera División | Saprissa | Costa Rica | 1995 |